# 橫田商會
橫田商會（日语：〔〕／ Yokota Shōkai */?），是日本已結業的一家電影公司，於1903年（明治36年）6月由商人橫田永之助及橫田萬壽之助在京都創立。主要業務是製作及發行無聲電影作品。1912年（大正元年）9月，橫田商會宣告與福寶堂、吉澤商店和M.Pathe商會等四間公司合併，成立一家「日本活動寫真株式會社」（1945年11月更名為「日活株式會社」）。

## 電影作品列表
- いもりの黒焼　1908年　導演福井繁一
- 本能寺合戰　1908年　導演牧野省三　※日本首部時代劇電影
- 碁盤忠信源氏礎　1908年　導演牧野省三、主演尾上松之助、片岡市太郎
- 忠臣藏　1910年　導演牧野省三、主演尾上松之助、片岡市太郎
- 金色夜叉　1912年　原作尾崎紅葉

## 外部連結
- 1899年 - 1909年 公開作品列表 376作品 （页面存档备份，存于） - 日本電影資料庫
- Yokota Shokai （页面存档备份，存于） - Internet Movie Database （英文）